# Phalanx Games
Phalanx Games ist ein niederländischer Spieleverlag mit Sitz in Almere. Phalanx vertreibt seine Spiele international in bis zu neun Sprachen.
Michael Bruinsma, der Gründer des Spieleverlags 999 Games und der Spielemesse Spellenspektakel, hat 2001 Phalanx Games mit dem Ziel ins Leben gerufen, anspruchsvolle Spiele zu verlegen. Das erste Spiel, die Konfliktsimulation Norden & Süden von Frank Chadwick, wurde für den Niederländischen Spielepreis nominiert.
Im Mai 2008 wurde eine deutsche Niederlassung Phalanx Games Deutschland GbR in Konstanz gegründet. 2013 stellte der Verlag seine Aktivität ein.

## Auszeichnungen
- Spiel des Jahres
  - 2004: Raja von Wolfgang Kramer und Michael Kiesling: nominiert
  - 2006: Mesopotamien von Klaus-Jürgen Wrede: Empfehlungsliste
  - 2006: Packeis am Pol von Alvydas Jakeliunas und Günter Cornett: Empfehlungsliste
  - 2008: Lascaux von Dominique Erhard und Michel Lalet: Empfehlungsliste
- Spiel der Spiele
  - 2005: Go West! von Leo Colovini: Spiele Hit für Experten
  - 2006: Packeis am Pol von Alvydas Jakeliunas und Günter Cornett: Spiele Hit für Familien
- Niederländischer Spielepreis
  - 2002: Norden & Süden von Frank Chadwick: nominiert
  - 2004: Raja von Wolfgang Kramer und Michael Kiesling: Hauptpreis
  - 2006: Packeis am Pol von Alvydas Jakeliunas und Günter Cornett: nominiert
  - 2008: Voor de Wind (Vor dem Wind) von Torsten Landsvogt: nominiert

## Veröffentlichungen
- 2003: Die Borgia
- 2005: Der Herr der Ringe – Der Ringkrieg
- 2008: Goldene Ära
- 2008: Angriff! Ostfront 1941-1942
- 2008: Sutter´s Mill
- 2008: Pinguine Deluxe
- 2008: Spartacus
- 2009: Steam
- 2009: Rise of Empires
- 2009: Automobile